# Halvfarryggen
Halvfarryggen är en bergstopp i Antarktis. Den ligger i Östantarktis. Norge gör anspråk på området. Toppen på Halvfarryggen är 286 meter över havet.
Terrängen runt Halvfarryggen är platt, och sluttar brant österut.  Trakten är obefolkad. Det finns inga samhällen i närheten.